# Menahka Patera
La Menahka Patera è una struttura geologica della superficie di Io.